# VaniBest
Albums de Vanilla Beans
Vani Best II
(6 décembre 2017)
EPs par Vanilla Beans
Def & Def
(19 mai 2010)
Albums par Vanilla Beans
Vanilla Beans
(25 février 2009) Vanilla Beans II
(20 juillet 2011)
Singles
1. LOVE & HATE
Sortie : 9 septembre 2009

VaniBest est la première compilation du groupe féminin japonais Vanilla Beans sortie en 2010.

## Détails de l'album
La compilation sort le 22 septembre 2010, en une seule édition, sous le sous-label FLOWER LABEL de Tokuma Japan Communications. Le titre de la compilation VaniBest est la fusion du surnom du groupe Vanibe et le mot anglais Best voulant désigner les meilleures chansons du groupe.
La compilation contient : les quatre premiers singles du groupe dont U ♡ Me et sa face B a little crying (tous deux réenregistrés), nicola (de 2008), Sakasaka Circus (2009 et LOVE & HATE et sa face B Gamla stan (sortis plus récemment en 2009 et le seul single original de la compilation) ; un single numérique Koi no Theory ; deux chansons reprises de titres venant d'autres artistes ; une chanson inédite d'un autre album du groupe, D&D (servie aussi comme spot publicitaire) ainsi qu'une chanson inédite de la compilation 100-bankai no SMK. La compilation contient également une chanson bonus enregistrée sous quatre versions différentes.
Par ailleurs, deux musiques vidéos sont dévoilées sur YouTube pour les chansons KIDS (interprétée en anglais) et 100-bankai no SMK.
Il s'agit du dernier album du groupe enregistré sous FLOWER LABEL avant que le groupe rejoigne l'année suivante le label d'idoles nouvellement fondé T-Palette Records, dont d'autres groupes tels que Negicco, lyrical school, Caramel Ribbon (et son groupe-sœur NA-NA) ou encore One Little Kiss, qui rejoindront tous bien après le label.

## Formation
- Rena
- Lisa

## Liste des titres
| CD    | CD                                                    | CD                                                     | CD    | CD | CD | CD | CD | CD | CD |
| No    | Titre                                                 | Origine                                                | Durée |    |    |    |    |    |    |
| ----- | ----------------------------------------------------- | ------------------------------------------------------ | ----- | -- | -- | -- | -- | -- | -- |
| 1.    | KIDS                                                  | reprise d'un titre de MGMT                             | 4:44  |    |    |    |    |    |    |
| 2.    | 100-bankai no SMK (100万回のSMK)                      | chanson inédite                                        | 4:20  |    |    |    |    |    |    |
| 3.    | D&D                                                   | chanson inédite du mini album Def & Def                | 4:09  |    |    |    |    |    |    |
| 4.    | Tokyo wa Yoru no Shichiji (東京は夜の七時)            | reprise d'un titre de Pizzicato Five                   | 4:53  |    |    |    |    |    |    |
| 5.    | LOVE & HATE                                           | 4e single physique                                     | 4:08  |    |    |    |    |    |    |
| 6.    | Koi no Theory (恋のセオリー)                          | single numérique                                       | 4:19  |    |    |    |    |    |    |
| 7.    | Sakasaka Circus (サカサカサーカス)                    | 3e single                                              | 4:09  |    |    |    |    |    |    |
| 8.    | Nicola (ニコラ)                                       | 2e single                                              | 3:52  |    |    |    |    |    |    |
| 9.    | a little crying (Rena & Risa version) (レナ&リサVer.) | face B du 1er single physique (sous une autre version) | 4:31  |    |    |    |    |    |    |
| 10.   | U ♡ Me (Rena & Risa version) (レナ&リサVer.)          | 1er single physique (sous une autre version)           | 3:45  |    |    |    |    |    |    |
| 11.   | Gamla stan <ALL WE WANT TO DO IS ROCK> (ガムラスタン) | face B du 4e single                                    | 4:11  |    |    |    |    |    |    |
| 45:01 |                                                       |                                                        |       |    |    |    |    |    |    |

| Bonus | Bonus                                                       | Bonus | Bonus | Bonus | Bonus | Bonus | Bonus | Bonus | Bonus |
| No    | Titre                                                       | Durée |       |       |       |       |       |       |       |
| ----- | ----------------------------------------------------------- | ----- | ----- | ----- | ----- | ----- | ----- | ----- | ----- |
| 12.   | Hyakunin Isshu (Kimi ga Tame ver.) (百人一首 君がためver.)  | 2:06  |       |       |       |       |       |       |       |
| 13.   | Hyakunin Isshu (Ima Kimu to ver.) (百人一首 今来むとver.)   | 1:55  |       |       |       |       |       |       |       |
| 14.   | Hyakunin Isshu (Hisakata no ver.) (百人一首 ひさかたのver.) | 2:06  |       |       |       |       |       |       |       |
| 15.   | Hyakunin Isshu (Ariake ver.) (百人一首 有明のver.)          | 2:00  |       |       |       |       |       |       |       |
| 7:67  |                                                             |       |       |       |       |       |       |       |       |

## Musiques vidéos
- (ja) Clip vidéo de la chanson LOVE & HATE
- (ja) Clip vidéo de la chanson 100-bankai no SMK
- (ja) Clip vidéo de la chanson KIDS